# 哈维尔·戈麦斯-纳瓦罗
弗朗西斯科·哈维尔·戈麦斯-纳瓦罗·纳瓦雷特（西班牙語：Francisco Javier Gómez-Navarro Navarrete，1945年9月13日—2024年8月29日）是西班牙政治家、商人。1993年至1996年担任西班牙商业与旅游大臣。

## 生涯
1987年1月至1993年7月担任西班牙政府教育与科学部下属最高体育理事会主席。1993年7月至1996年5月在冈萨雷斯内阁中出任商业与旅游大臣。2005年2月起担任西班牙最高商会主席。2010年连任，2011年4月提出辞职。

## 荣誉
- 大十字级西班牙皇家体育功绩勋章（1998年）[3]